# 서동욱 (정치인)
서동욱(徐東煜, 1969년 9월 11일, 전라남도 순천시 별량면)은 現 대한민국 전라남도의 제12대 도의회 의장이다.
제9·10·11대 전라남도의회 의원이었고, 제4대 전라남도 순천시의회 의원이었다.

## 학력
- 순천중앙국민학교 33회 졸업
- 이수중학교 11회 졸업
- 순천고등학교 36회 졸업
- 순천대학교 농생물학과 졸업
- 전남대학교 행정대학원 행정학과 행정학석사 졸업

## 경력
- 여수·순천 지역대학생 대표자 협의회 의장
- 3당합당 반대시위 등 민주화운동 투옥
- 육군 병장 제대
- 평화와 통일을 여는 전남동부지역 연대회의 사무국장
- 순천 민주단체협의회 정책위원장
- 실업극복 순천시민운동본부 기획실장
- 순천·여수 KBS 노동상담 방송
- 공무원 노조 공동대책위원회 집행위원
- 전남성폭력상담소 자문위원
- 새벽을 여는 노동문제연구소 소장
- 순천대학교 총학생회장 모임 공동대표
- (사)자전거 사랑전국연합회 순천지부 고문
- 민주노총 전남동부지구협의회 자문위원
- 자치와분권을 위한 광주·전남 범시민후보
- 순천중학교 총동창회 부회장
- 순천고등학교 총동창회 부회장
- 순천대학교 총동창회 상임이사
- 순천시 재향군인회 이사
- 덕연동민장학회 이사
- 순천시민의신문 운영위원
- 연향초등학교 운영위원
- 덕연동 주민자치위원회 고문
- 민족문제연구소 전남동부지회 운영위원
- 민주평화통일자문회의 순천시협의회 청년분과 위원장
- 순천시 테니스협회 자문위원
- 남도영상위원회 운영위원
- 순천시 민간,가정 어린이집 연합회 자문위원
- 2002.07 ~ 2006.06 제4대 전라남도 순천시의회 의원
- 2002.07 ~ 2004.07 제4대 전라남도 순천시의회 전반기 내무위원회 위원
- 2002.07 ~ 2004.07 제4대 전라남도 순천시의회 전반기 의회운영위원회 간사
- 2002.07 ~ 2004.07 제4대 전라남도 순천시의회 전반기 예산결산특별위원회 위원
- 2003.02 ~ 2003.02 제4대 전라남도 순천시의회 순천시행정구역조정을위한특별위원회 위원
- 2004.07 ~ 2006.06 제4대 전라남도 순천시의회 후반기 내무위원회 위원
- 2004.07 ~ 2006.06 제4대 전라남도 순천시의회 후반기 의회운영위원회 위원
- 2004.07 ~ 2006.06 제4대 전라남도 순천시의회 후반기 예산결산특별위원회 위원장
- 순천시의회 변전소이설 특위 간사
- 순천시 보육정책위원회 위원장
- 순천시 학교급식지원심의위원회 위원
- 순천시 민자유치 심의위원회 위원
- 순천시 정보화 촉진위원회 위원
- 순천시 환경위원회 위원
- 순천시 규제개혁위원회 위원
- 민주당 순천시 지역위원회 정책실장
- 국회의원 서갑원 보좌관
- 2010.07 ~ 2014.06 제9대 전라남도의회 의원
- 2010.07 ~ 2012.07 제9대 전라남도의회 전반기 기획사회위원회 위원
- 2010.07 ~ 2012.07 제9대 전라남도의회 전반기 예산결산특별위원회 위원
- 2012.07 ~ 2014.06 제9대 전라남도의회 후반기 경제관광문화위원회 위원
- 2012.07 ~ 2014.06 제9대 전라남도의회 후반기 예산결산특별위원회 위원
- 순천시 새마을지회 이사
- 순천아파트연합회 자문위원
- 순천부영초등학교 운영위원장
- 노무현재단(전남) 상임 운영위원장
- 광양만권 경제자유구역청 조합회의 의장
- 2014.07 ~ 2018.06 제10대 전라남도의회 의원
- 2014.07 ~ 2015.08 제10대 전라남도의회 전반기 행정환경위원회 위원
- 2014.07 ~ 2016.07 제10대 전라남도의회 전반기 예산결산특별위원회 위원
- 2015.09 ~ 2016.07 제10대 전라남도의회 전반기 안전행정환경위원회 위원
- 2016.07 ~ 2018.06 제10대 전라남도의회 후반기 기획행정위원회 위원
- 청년발전특별위원회 위원
- 문재인 대통령 후보 정무특보
- 문재인 대통령 후보 순천시 선거대책위원장
- 더불어민주당 정책위 부의장
- 전라남도의회 기획행정위원회 위원장
- 2018.07 ~ 2022.06 제11대 전라남도의회 의원
- 2018.07 ~ 2020.07 제11대 전라남도의회 전반기 의회운영위원회 위원장
- 2018.07 ~ 2020.07 제11대 전라남도의회 전반기 경제관광문화위원회 위원
- 2020.07 ~ 2022.06 제11대 전라남도의회 후반기 농수산위원회 위원
- 2022.07 ~ 2024.06 제12대 전라남도의회 의장
- 2022.07 ~ 2023.09: 제18대 대한민국시도의회의장협의회 고문
- 2022.10 ~ 現 더불어민주당 전라남도당 선임상임부위원장
- 2023.09 ~ 2024.06: 제18대 대한민국시도의회의장협의회 부회장

## 수상
- 전남매일 으뜸의원 수상
- 2016년 우수의정대상 수상
- 2017년 매니페스토 약속대상 수상

## 역대 선거 결과
|  | 25.40% |

|  | 14.44% |

|  | 61.95% |

|  | 0% |

|  | 80.38% |

|  | 0% |